# Pedro Pais da Maia
Pedro Pais da Maia, o Alferes (antes de 1129 - 1198), filho de Paio Soares da Maia e de Châmoa Gomes filha de Gomes Nunes de Pombeiro e de Elvira Peres de Trava, irmã de Fernão Peres de Trava,  foi militar e alferes-mor de Afonso Henriques entre 1147 e 1169.[a] No entanto e depois do cerco de Badajoz, a campanha em 1169 que foi desastrosa para as forças de Afonso I de Portugal, Pedro Pais da Maia terá abandonado Portugal devido a desentendimentos com o rei uma vez que deixa de aparecer na documentação da Casa Real e da chancelaria de D. Afonso Henriques, para quase de imediato surgir na documentação do Reino de Leão entre 1171 e 1186 onde foi alferes-mor do rei Fernando II de Leão e onde possuiu bens.
Foi próximo da segunda metade do século XII chefe da linhagem da família Maia e detentor do senhorio e da honra do Paço de Frazão e segundo os estudos do Professor Doutor Manuel Real, foi um dos impulsionadores da construção do Mosteiro de Ferreira, de que foi padroeiro, e terá contratado em Leão, onde vivia, um dos arquitectos da Catedral de Zamora que havia sido terminada pouco tempo antes. 
Notável barão do séc. XII, conhecido no século seguinte como “Alferes”, dados os longos anos que desempenhou essa função ao lado de Afonso Henriques. 

## Primeiros anos e entrada na corte
Pedro era filho do magnate Paio Soares da Maia e de sua esposa Châmoa Gomes de Pombeiro, antiga barregã de Afonso Henriques. Pouco se sabe sobre os seus primeiros anos. Terá assumido cedo a chefia da família da Maia, após a morte do pai em 1129. Contudo, só aparecerá pela primeira vez na cúria régia em novembro de 1147, quando confirma uma venda do rei a Rodrigo Pais, alcaide de Coimbra, então já como Alferes-mor. Parecia gozar de uma grande confiança junto do monarca, o que não era de admirar: o seu avô, Soeiro Mendes da Maia, era um dos homens de confiança do conde Henrique de Borgonha (pai de Afonso Henriques) que parece ter-lhe inclusive deixado a administração do condado em algumas das suas ausências. De facto, a nomeação de Pedro Pais para alferes significou uma nova ascensão da família ao poder, e uma recuperação da influência que a família detinha nos tempos do avô.

## Na corte portuguesa
A presença de Pedro Pais na corte parece ser, no entanto, anterior à documentação, uma vez que parece participar da tomada de Santarém, uns meses antes, e, segundo uma memória do Mosteiro de Santa Cruz de Coimbra, já se teria distinguido inclusive na Batalha de Ourique, em 1139. Pedro foi um alferes diligente e disciplinado, cumprindo todas as suas obrigações e nunca mostrando qualquer ambição de atingir a Mordomia-mor.

### Conquistas de Santarém e Lisboa
De facto, segundo uma memória do Mosteiro de Santa Cruz de Coimbra, Afonso Henriques passeava nos campos do Arnado, perto de Coimbra, com os seus vassalos que lhe eram mais próximos: Lourenço Viegas de Ribadouro, Gonçalo Mendes de Sousa e ele, Pedro Pais. A fonte conta que o rei terá revelado a estes o segredo das suas intenções de conquista da vila de Santarém. Esta proposta foi encorajada por eles, que o terão provavelmente acompanhado de perto na conquista da cidade.
No mesmo ano, acompanhou o monarca também em Lisboa, onde, em conjunto com outros grandes de Portugal e vários cruzados estrangeiros que partiam para a Terra Santa no contexto da Segunda Cruzada, testemunhou o pacto realizado durante o cerco.

### Na política
Em 1160 está presente, com outros nobres portugueses, nas reuniões em Tui entre o monarca português e o conde de Barcelona, Raimundo Berengário IV, cujo objetivo visava a união entre o herdeiro, Raimundo Berengário (que na sua ascensão ao trono mudaria o seu nome para Afonso) e a infanta Mafalda de Portugal. Contudo, a aliança não chegaria a concretizar-se pela morte desta, pouco depois do acordo.  

### O desastre de Badajoz e consequências
A 3 de maio de 1169, as forças de Afonso Henriques e Geraldo Sem Pavor entraram em Badajoz e encontraram uma grande resistência das forças aí estacionadas. Fernando II de Leão, no seu ensejo de preservar a unidade da zona de expansão leonesa (segundo o Tratado de Sahagún de 1158), resolveu respeitar o acordo mútuo feito com os muçulmanos daquela cidade no ano anterior, forçando-o assim a atacar o sogro português. A retirada deixou lesões graves no monarca português, que acabou capturado pelo genro e forçado a assinar um acordo desvantajoso: para a libertação do monarca, Portugal teria de desistir dos seus territórios e pretensões na Galiza.
Desconhece-se a intervenção de Pedro Pais nesta derrota, mas, se não foi feito refém, acabou por se tornar, ao invés, como responsável militar, o principal "bode expiatório" do desastre. Em maio de 1169 já o substituía no cargo Fernando Afonso de Portugal, bastardo real.
Em 1169 ou 1170, sabe-se que Pedro Pais terá abandonado Portugal, na sequência do desastre de Badajoz. A causa desta saída é ainda incerta: se pelo próprio pé, desiludido ou desagradado com o monarca, se devido a uma querela com este, se feito refém por Fernando II de Leão na sequência da derrota, o certo é que Pedro desaparece da documentação curial portuguesa a partir desta altura. De facto, o seu último ato como alferes português data de março de 1169 (doação régia à Sé de Tui), ou seja pouco antes da derrota portuguesa.
Para os defensores da sua saída voluntária, Pedro Pais terá sido apontado como um dos principais causadores da derrota de Badajoz, dado ser o responsável militar, Pedro Pais viveu nesses tempos imediatamente após a derrota um clima de grande tensão e hostilidade, que, juntamente com a oportunidade de singrar em Leão, onde em tempos o seu avô Gomes Nunes de Pombeiro obtera grande prestígio, levaram a que abandonasse a corte portuguesa. Pedro, em alternativa, poderia estar a tentar proteger os seus interesses na região galega de Toronho, para onde escapou. Desconhece-se o percurso de Pedro, contudo, até 1171, dado que só a partir deste ano começa a figurar em documentos leoneses. Provavelmente necessitou de tempo para se instalar, com a sua esposa Elvira, junto da sua irmã, Ximena Pais da Maia, casada com o senhor de Toronho, Gonçalo Pais.  
Contudo, Pedro Pais não foi o únicoː outros magnates que detiveram posições importantes na batalha tiveram que se refugiar também no reino vizinho. Contudo, a de Pedro destaca-se pelo facto de ter sido imediataː o último documento que confirma é de novembro, o que pode querer dizer que uma das primeiras ações de Afonso Henriques mal se restabeleceu foi provavelmente demitir o seu alferes. Pode ter inclusive caído nas más graças do monarca português, dado que lhe parecem ter sido confiscados alguns bens. No entanto, o facto de os seus descendentes ainda surgirem com a maioria dos bens que então lhe pertenciam demonstra que provavelmente a confiscação foi reduzida. Contudo, a família viu-se afetada a nível político, já que a mesma não voltou a ocupar nenhum lugar de destaque na corte.

## Na corte leonesa
A ascendência galega do magnate e a forte implantação em Toronho demonstram que Pedro pode ter sido um dos interlocutores nas relações entre Portugal e Leão depois do desastre de Badajoz, e talvez responsável pela devolução dos castelos de Toronho ao rei de Leão.
De facto Pedro Pais era descendente da Casa de Trava, já que a sua avó materna era precisamente Elvira Peres de Trava. Esta ascendência poderá ter facilitado o seu acesso à corte leonesa. Conseguiu também integrar-se na cena política do reino e contou com o apoio e confiança do monarca, conservando no entanto o seu estigma de estrangeiro, uma vez que na maior parte dos documentos se intitula Petrus Pelagii, dictus signifer Portugal("Pedro Pais, dito signifer [alferes] de Portugal").

### Alferesia-mor e cargos tenenciais
Pedro Pais faz a sua primeira aparição em Leão em 1171. O monarca leonês parece não ter hesitado muito em confiar-lhe os mesmos cargos que usufruíra em Portugal: deste modo, exerce a Alferesia-mor entre 1 de fevereiro e 11 de março de 1171, e entre dezembro de 1171 e 1 de maio de 1172. Exerceu ainda as tenência de Tui, Entienza e Toronho, como já o seu avô materno o fizera. Se em Entienza parece ter exercido a tenência no ano de 1180 (já que confirma documentos desse ano como tenens Tenzam,) em Toronho pode-se delimitar, neste ano de 1180, o seu cargo tenencial para julho e agosto, detendo-o ainda em 1182.

### Posses fundiárias
As suas prolongadas ausências da corte leonesa não mancharam, contudo, a grande confiança que o monarca tinha nele. Em 1184, Fernando II ofereceu a Pedro e à sua mulher Elvira Viegas de Ribadouro (provando assim que a esposa o acompanhou no exílio), as cidades de Guillarei e Sarria, em Toronho. Parece ter feito da região uma "segunda casa": detinha bens e funções políticas que o seu avô detivera, convivia de perto com a sua irmã e cunhado, e nunca muito longe da fronteira portuguesa.

### Presenças em Portugal durante a estadia em Leão
Uma sua aparição num documento de 1173, sem no entanto deter a alferesia (que se mantém nas mãos do bastardo real), mostra que Pedro se deslocava várias vezes a Portugal no período em que residia em Leão. Também não parece ter abandonado a família real, já que, opondo-se desta forma a Fernando II, foi um dos portugueses que acompanharam o infante Sancho de Portugal na sua entrada pela Andaluzia e no ataque a Sevilha, em 1180.

#### Novo cerco a Santarém
Em 1184, o califa almóada Abu Iacube Iúçufe I (r. 1163–1184) saiu do Magrebe com um grande exército, e invadiu a Península Ibérica. Passando por Badajoz, rapidamente se deslocou a Santarém, onde chegou provavelmente em junho. Fernando II de Leão, desta vez, fez questão de auxiliar o sogro, enviando tropas que ajudaram os portugueses a repelir os almóadas. Pedro Pais encontrava-se integrado no exército chefiado pelo infante Afonso. Durante esta campanha, participou de um ato público leonês em Coimbra, a 31 de julho desse ano, provavelmente celebrando mais esta vitória contra os mouros.

## Regresso à corte portuguesa: últimos anos
O seu conflito com Afonso Henriques parece nunca ter-se resolvido de forma efetiva, uma vez que Pedro só regressa definitivamente a Portugal em 1186, já depois da morte do monarca português.
Ainda confirmaria o seu último documento em Leão a 16 de julho de 1188, em Astorga, provavelmente a dar os pêsames a Fernando II e renovar a sua aliança com Afonso IX de Leão.
Entre janeiro e junho de 1186, confirma já documentos de Sancho I de Portugal como Petrus Pelagii primus signifer regis. Parece ter-se reconciliado com o novo rei de Portugal, regressando para tentar recuperar o poderio e reputação perdidas após o episódio de Badajoz, mas provavelmente faleceu pouco depois, por volta de 1198, sem conseguir os seus propósitos.

## Matrimónio e descendência
Casou em primeiras núpcias com Teresa Gonçalves, senhora de origens desconhecidas, mencionada nas Inquirições de 1258, e que terá falecido cedo, dado que, por volta de 1160 já se encontrava acompanhado da segunda (e mais conhecida) esposa.
Por volta de 1160, Pedro Pais desposou Elvira Viegas de Ribadouro, filha de Egas Moniz, o Aio e de Teresa Afonso, de quem teve:
- João Pires da Maia,[10] rico-homem dos reis Afonso II e Sancho II  casou com  Guiomar Mendes de Sousa, filha de Mendo de Sousa o Sousão e de  Maria Rodrigues Veloso;[11]
- Martim Pires da Maia o Jami, casou com Teresa Martins de Riba de Vizela[12] e foram os pais de Elvira Martins;[13]
- Soeiro Pires da Maia (morto ca. 1172), teve filhos ilegítimos, origem das linhagens de Canelas, Baguim e de Gaia,[14]. Em 1172 seu avó doou-lhe bens em Cavaneses;[13]
- Teresa Pires da Maia[11]
- Sancha Pires da Maia, a esposa de Fernão Osores,[11]
- Urraca Pires da Maia casou com Pedro Anes da Nóvoa.[11]

De uma relação extraconjugal, teve ainda uma filha:
- Ximena Pires da Maia,[10] a esposa de Diogo Dias de Coimbra.